# Kłodawka (województwo pomorskie)
Kłodawka – osada w Polsce położona w województwie pomorskim, w powiecie chojnickim, w gminie Chojnice.
Miejscowość położona przy drodze wojewódzkiej nr 235, wchodzi w skład sołectwa Kłodawa.
W latach 1975–1998 miejscowość należała administracyjnie do województwa bydgoskiego.
Według SgKP, w roku 1884 wymieniona w składzie parafii Nowa Cerkiew, [w:] Słownik geograficzny Królestwa Polskiego, t. VII: Netrebka – Perepiat, Warszawa 1886, s. 192., obok Kłodawy i innych miejscowości.